# 杉山祥子
杉山 祥子（すぎやま さちこ、1979年10月19日 - ）は、日本の元女子バレーボール選手。2016年現在は札幌市在住。

## 来歴
静岡県駿東郡小山町出身。父は東レ九鱗会の元選手、母は高校時代に国体出場経験を持つというバレーボール一家の次女として生まれ、小学校5年生の時にバレーボールを始める。静岡県富士見高校2年生時に春高バレー出場。1997年、全日本ジュニアのメンバーに選ばれ、世界ジュニア選手権に出場した。
1998年、NECレッドロケッツに入団。第5回Vリーグのユニチカ・フェニックス戦でデビューし、同リーグの新人賞に輝いた。第6回Vリーグでは全勝優勝を果たす。2000年、全日本代表初選出。全日本の最年少メンバーとして、同年シドニーオリンピック世界最終予選に出場した。2001年グラチャンで銅メダルを獲得、2003年ワールドカップでもレギュラーとして活躍した。2004年、アテネオリンピック出場。2006年度より2008年度まで、NECの主将を務めた。
2007年4月、NECレッドロケッツ公式ホームページ上において、6歳年上の男性と結婚する事を発表。2007年5月13日に挙式を行った。同年9月のアジア選手権にて24年ぶりの優勝に貢献、2度目のワールドカップに出場した。
2008年、北京オリンピックに出場。
2013年1月13日、V・プレミアリーグ東レアローズ戦に出場し、Vリーグ歴代第1位となる329試合連続出場を達成した。
2013年4月8日、チーム公式サイトにて同年5月開催の第62回黒鷲旗大会をもって引退することを発表した。その現役最後となる黒鷲旗大会で準優勝に貢献し、敢闘賞、ベスト6を獲得。決勝でも、得意の移動攻撃や速攻を見せて、ブロックでも2得点し、チームに貢献した。
2018年11月1日に第一子（長男）を、2020年4月21日に第二子（長女）を出産して二児の母親となっている。

## 人物・エピソード
- バレーボールを始めたきっかけは、友人が始めるというので一緒に始めようと思ったのがきっかけ。バレーボールを前面に出す家庭ではなかったという[2]。
- 小学生当時の作文で、「将来の夢はバレーボール選手になること。オリンピックに出場したい」と書いていたが、本人は失念していたという[2]。
- 中学時代、姉の影響で大手モデル事務所のオーディションを受け、合格した経験がある。
- 中学時代は陸上部（専門は走り高跳び）とのかけもちで、通信陸上県大会（1994年）に出場して優勝している[2]。
- 絵が得意で、柳本晶一監督の誕生日ケーキに、下書き無しでクリームで監督の似顔絵を書き、関係者を驚かせた。
- 北京オリンピック閉会式で、デビッド・ベッカムが蹴り上げたボールを取り損なった。
- 2013年5月6日、現役最後の試合となった第62回黒鷲旗大会決勝後の会見では、多くの人から支えられたことへの感謝で大粒の涙を流した。また、「ずっとトップレベルで戦えて、選手として幸せだった」と充実感を口にした[6]。

## プレースタイル
スピードを生かした攻撃、読みの良い安定したブロックが持ち味。A・B・Cのクイックや一人時間差、CワイドやLの移動攻撃と多彩な攻撃パターンを持っている。Aクイックに入ると見せかけて、逆足でセッターの前を横切りCクイックに入る移動攻撃は杉山スペシャルと言われている。

## 所属チーム
- 北郷小
- 北郷中
- 静岡県富士見高等学校
- NECレッドロケッツ（1998-2013年）

## 球歴・受賞歴
- 全日本代表 - 2000-2008年、2010年
- 全日本代表としての主な国際大会出場歴
  - オリンピック - 2004年、2008年
  - 世界選手権 - 2002年、2006年
  - ワールドカップ - 2003年、2007年
- 受賞歴
  - 1997年 インターハイ優秀選手
  - 1998年 第5回Vリーグ 新人賞
  - 2002年 第8回Vリーグ ベスト6、スパイク賞
  - 2003年 第9回Vリーグ ベスト6
  - 2004年 第10回Vリーグ ベスト6、ブロック賞
  - 2006年 第12回Vリーグ ベスト6、ブロック賞
  - 2009年 2008/09プレミアリーグ ベスト6、ブロック賞、Vリーグ栄誉賞（長期活躍功績賞/個人記録賞）
  - 2011年 第60回黒鷲旗全日本バレーボール大会 ベスト6
  - 2013年 第62回黒鷲旗全日本バレーボール大会 敢闘賞、ベスト6